# Adeline Sede Kamga
Pour les articles homonymes, voir Kamga.
 (mars 2025).
La mise en forme du texte ne suit pas les recommandations de Wikipédia : il faut le « wikifier ».
Les points d'amélioration suivants sont les cas les plus fréquents :
- Les titres sont pré-formatés par le logiciel. Ils ne sont ni en capitales, ni en gras.
- Le texte ne doit pas être écrit en capitales (les noms de famille non plus), ni en gras, ni en italique, ni en « petit »…
- Le gras n'est utilisé que pour surligner le titre de l'article dans l'introduction, une seule fois.
- L'italique est rarement utilisé : mots en langue étrangère, titres d'œuvres, noms de bateaux, etc.
- Les citations ne sont pas en italique mais en corps de texte normal. Elles sont entourées par des guillemets français : « et ».
- Les listes à puces sont à éviter, des paragraphes rédigés étant largement préférés. Les tableaux sont à réserver à la présentation de données structurées (résultats, etc.).
- Les appels de note de bas de page (petits chiffres en exposant, introduits par l'outil «  Source ») sont à placer entre la fin de phrase et le point final[comme ça].
- Les liens internes (vers d'autres articles de Wikipédia) sont à choisir avec parcimonie. Créez des liens vers des articles approfondissant le sujet. Les termes génériques sans rapport avec le sujet sont à éviter, ainsi que les répétitions de liens vers un même terme.
- Les liens externes sont à placer uniquement dans une section « Liens externes », à la fin de l'article. Ces liens sont à choisir avec parcimonie suivant les règles définies. Si un lien sert de source à l'article, son insertion dans le texte est à faire par les notes de bas de page.
- La présentation des références doit suivre les conventions bibliographiques. Il est recommandé d'utiliser les modèles {{Ouvrage}}, {{Chapitre}}, {{Article}}, {{Lien web}} et/ou {{Bibliographie}}. Le mode d'édition visuel peut mettre en forme automatiquement les références.
- Insérer une infobox (cadre d'informations à droite) n'est pas obligatoire pour parachever la mise en page.

Pour une aide détaillée, merci de consulter Aide:Wikification.
Si vous pensez que ces points ont été résolus, vous pouvez retirer ce bandeau et améliorer la mise en forme d'un autre article.
 (mars 2025).
L'article doit être relu — et modifié si nécessaire — par des contributeurs indépendants pour apporter un regard critique aux contributions effectuées en violation des conditions d'utilisation de Wikipédia, tant sur la forme (notamment concernant le style encyclopédique, la proportionnalité) que sur le fond (la neutralité de point de vue, la qualité et l'indépendance des sources).
 (mars 2025).
Adeline Sede Kamga est une entrepreneure Camerounaise, fondatrice et PDG du groupe FabAfriq Media, une agence de marketing et de communication créative avec des bureaux au Royaume-Uni et au Cameroun. Elle est reconnue pour son leadership dans les communications d'entreprise et le marketing en Afrique.

## Biographie
Adeline Sede Kamga est diplômée de l'Université de Coventry au Royaume-Uni, où elle a obtenu un baccalauréat en communications d'entreprise et une maîtrise en gestion des ressources humaines. Elle possède également des qualifications professionnelles telles que CIPD, PRINCE2 et un diplôme en administration des affaires,.
Avant de lancer FabAfriq en 2010, elle a travaillé comme analyste de projets liés aux ressources humaines à Birmingham.

## Carrière
Fondation de FabAfriq Media Group : En 2010, Adeline Sede Kamga fonde FabAfriq Media, une agence de communication opérant en Europe et en Afrique.
- FabAfriq Magazine : Lancé en 2010, le magazine a évolué vers un groupe médiatique complet, offrant des services de communication et de marketing à plus de 220 entreprises.
- The Corporate Awards et Corporate Women in Leadership : Adeline a lancé ces initiatives pour promouvoir l'excellence dans la gestion des ressources humaines et encourager les femmes à occuper des postes de leadership,.
- Programme AWEC : Elle a participé au programme African Women Entrepreneurship Cooperative (AWEC) pour améliorer l'engagement des employés et stimuler la croissance de son entreprise.
- Conférencière et Coach Exécutive : Adeline Sede Kamga est également conférencière motivatrice et coach exécutive, aidant les entreprises à renforcer leur présence sur le marché africain et mondial.

## Reconnaissance
Adeline Sede Kamga est reconnue comme l'une des femmes leaders les plus influentes en Afrique. Elle a été présentée dans le magazine CIO Views comme l'une des 10 femmes leaders à suivre en 2024.

## Publications
- Bien qu'elle n'ait pas de publications largement connues, Adeline Sede Kamga a contribué à de nombreux articles et interviews dans FabAfriq Magazine et d'autres plateformes médiatiques.

## Distinctions
- Reconnaissance par le magazine CIO Views comme l'une des 10 femmes leaders à suivre en 2024[2].